# Кириллизация
Кириллиза́ция — процесс перевода письменностей народов СССР, Монголии и ТНР с латинской на кириллическую графику в 1930—1940-е годы.

## История вопроса

### Кириллические алфавиты для языков народов Российской империи
Распространение кириллицы составляло, в комплексе с православием и православной литературой, важную часть активности Российской империи по отношению к нехристианским неславянским народам, в первую очередь к тем, территории которых вошли в Российскую империю после преодоления вооружённого сопротивления. Важнейшим центром, координировавшим данную работу в азиатской части империи, некоторый период была Казань, сначала под эгидой Святейшего Синода, затем с разделением функций между церковью и Казанским университетом. Так, в 1840-х гг. в Казани был издан ряд православных богослужебных книг на кириллизированном монгольском старописьменном языке.

### Латинизация
В 1920-е годы в СССР началась кампания по латинизации алфавитов народов, населяющих страну. В первую очередь, на латиницу, «алфавит Маркса и Энгельса», переводились языки, пользовавшиеся арабской или монгольской графикой. Для тюркских языков был создан (на основе латиницы) единый Новый тюркский алфавит, известный также как яналиф. Также создавались алфавиты для ранее бесписьменных и мнимо бесписьменных народов. Эти мероприятия способствовали ликвидации неграмотности, что было одной из важнейших задач, декларированных советской властью. На пике латинизации, в начале 1930-х годов, на латиницу были переведены даже алфавиты народов, издавна пользовавшихся кириллицей (коми и др.).

## Начало кириллизации
В первой половине 1930-х годов, когда процесс латинизации ещё продолжался, для алфавитов некоторых языков народов СССР было решено сохранить кириллическую графику, хотя проекты латинизированных алфавитов для них уже были составлены, а некоторые даже утверждены (чувашский, мордовские, марийский). Это было связано с тем, что на этих языках ещё до Октябрьской революции, а также в 1920-е годы, было издано много литературы на кириллице.
Одновременно с этим, из разных районов страны (Крайний Север, Горный Алтай, Дагестан и др.) от учителей и местных советов стали поступать жалобы на сложности, вызванные обучением на латинице.
[Учащимся]… в настоящее время приходится за сравнительно короткий период знакомиться с двумя совершенно различными графическими системами одновременно, часто путая при этом знаки одной системы со знаками другой.
Такого рода сообщения стали отправляться с мест в ЦК ВКП(б) ещё в 1934 году. Несмотря на то, что в начале 1935 года ЦК ВКП(б) выразил своё согласие с кириллизацией письменностей народов Севера, практических шагов долго не предпринималось.
Ещё одной важной причиной начала кириллизации стала смена внешнеполитического курса советского руководства. Если раньше латинский алфавит рассматривался как одно из орудий мировой революции, то с отказом от этой идеи (и отказом рассматривать Россию лишь как плацдарм) и переходом к политике построения социализма в отдельной стране и советскому патриотизму, латинский алфавит стал рассматриваться как «буржуазное» и «националистическое» явление.

## Ход процесса кириллизации
Первым алфавитом, переведённым на кириллическую основу, стал кабардино-черкесский алфавит (1936 год). Вслед за ним (1937) на кириллицу были переведены алфавиты народов Севера, в 1938 — алфавиты народов Дагестана, алтайцев и т. д. В 1939—1941 на кириллицу были переведены алфавиты крупнейших тюркских народов — татар, башкир, казахов и др. Последними, уже в конце 1940-х — начале 1950-х получили кириллическую графику алфавиты курдского, уйгурского и дунганского языков. Некоторые алфавиты были переведены на кириллицу декларативно: новый алфавит был официально утверждён, но литература на нём не выходила (это коснулось нивхского, нанайского и удэгейского языков).

## Графические особенности
Изначально почти во всех проектах новых кириллических алфавитов было решено отказаться от дополнительных букв вообще. Планировалось использовать 33 буквы русского алфавита, апостроф, а также ди-, три- и тетраграфы. Такие алфавиты получались очень неудобными и перегруженными, они не отражали фонетического богатства многих языков. В итоге, в ряде алфавитов были введены дополнительные буквы (татарский, казахский, якутский и др.), а в других алфавитах специфические звуки стали отображаться диграфами и апострофами (крымскотатарский, языки народов Кавказа и Крайнего Севера). В 1940—1950-е гг. в ряде алфавитов (например, алтайском) диграфы также были заменены на дополнительные буквы.

## Значение кириллизации
Кириллизация облегчила представителям многих народов изучение русского языка, так как исчезла путаница между кириллическим (русским) и латинизированным (национальным) алфавитами. Облегчился набор книг и газет в типографиях (и русский и национальный текст стало возможно набирать одними и теми же литерами). Это способствовало повышению уровня образования неславянского населения СССР.
В то же время, литература, изданная на латинизированных алфавитах в 1920-е — 1930-е годы, а также в течение нескольких столетий на вариантах арабского письма (у мусульманских народов СССР) и монгольского письма (у монгольских народов), стала недоступной для понимания тех, кто обучался только на кириллице.